# Montségur (hrad)
Montségur je zřícenina hradu v jižní Francii v departmentu Ariège.
Hrad byl vybudován na téměř nepřístupném místě na kopci vysokém 1207 m akvitánským vévodou Guillaumem Krátkonosým. Později byl hrad díky působení Guilhaberta z Castres přestavěn na katarskou pevnost.
V květnu 1243 začalo obléhání Montséguru. Na jaře 1244 po desetiměsíčním obléhání Montségur kapituloval. Kapitulace byla zapříčiněna použitím obrovského praku a baskických žoldáků ovládajících horolezectví. Posádce hradu křižáci nabídli, že pokud se zřeknou své katarské víry, bude jim zachována svoboda a život. 225 katarů však odmítlo vzdát se své víry. Tito „nepolepšitelní“ byli upáleni na louce pod hradem.
Dle některých kontroverzních teorií měl být Montségur údajně posledním známým úkrytem Svatého grálu. Podle pověsti těsně před kapitulací hradu čtyři kataři utekli z obléhaného Montséguru, vyzvedli poklad a ukryli ho na neznámém místě.

## Externí odkazy

Katarské hrady